# Gula Villan, Frescati

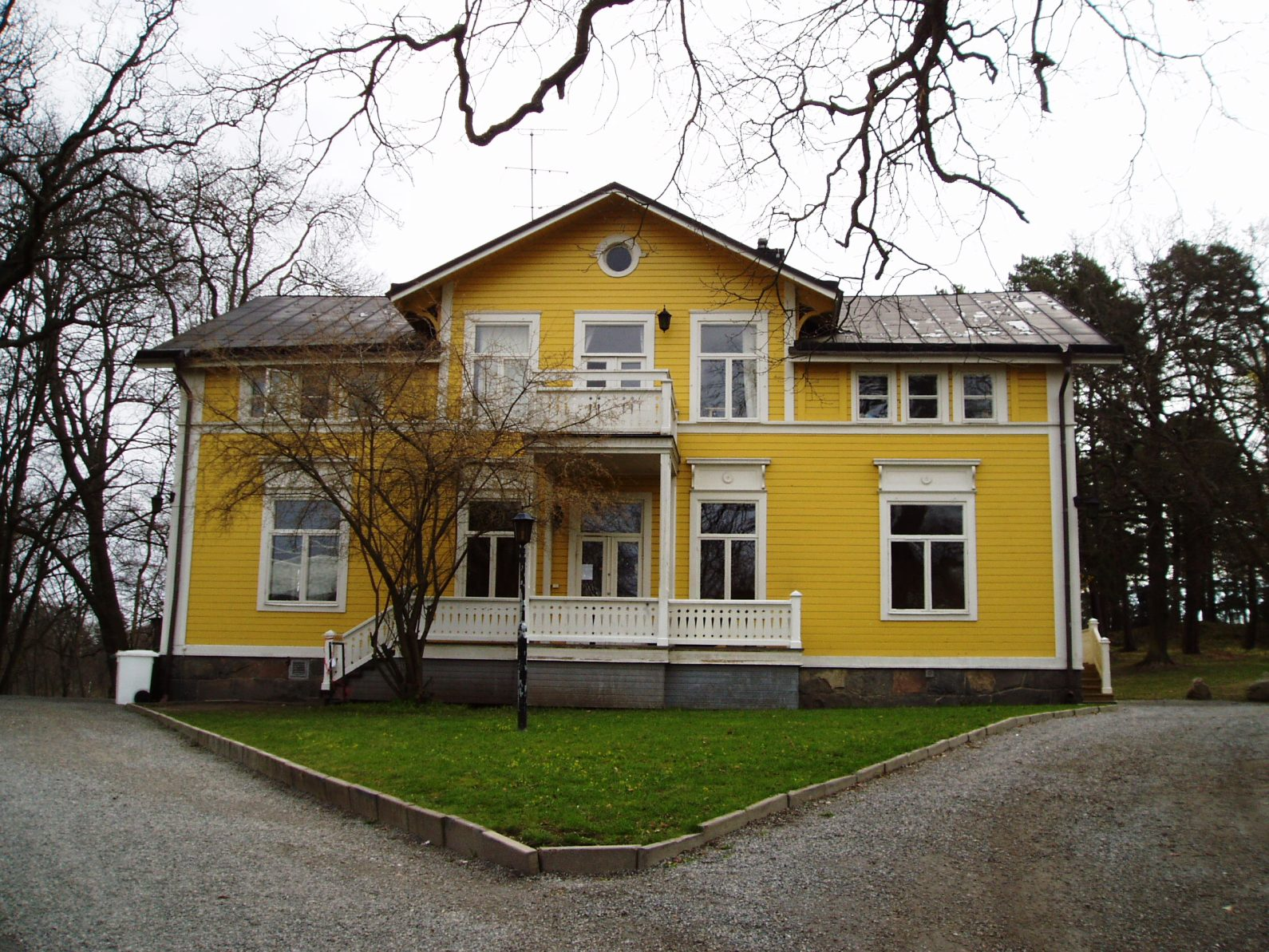
Gula Villan, 2008.

Gula Villan är ett gulmålat trähus på Gubbacken, bakom universitetsbiblioteket vid Stockholms universitets campus i Frescati i Stockholm. Huset är ritat av SJ:s chefsarkitekt, Adolf Wilhelm Edelsvärd och stod färdigt 1883. Innan villan fick sitt nuvarande namn så kallades den Intendentsvillan, då intendenten för Kungliga Skogs- och Lantbruksakademiens biologiska avdelning bodde där. Gula Villan är en av de fyra större byggnader Edelsvärd ritade för Lantbruksakademiens Experimentalfält under sina år som föredragande i den mekaniska avdelningen. Byggnaden är kraftigt ombyggd både ut- och invändigt. Ursprungligen var färgsättningen dovare, med bruna listverk och fönsterspröjs.
Gula Villan sköts av Akademiska Hus. 1996 köpte Akademiska Hus byggnaden av Statens Fastighetsverk. Villan hyrs av Humanistiska föreningen vid Stockholms universitet. Gula Villan är även hemvist för musikfestivalen Dans Dakar.